# Vassilios Skouris
Vassilios Skouris, född 1948, är en grekisk domare. Han var ordförande för Europeiska unionens domstol från 2003 till 6 oktober 2015. Han var under två kortare perioder 1989 och 1996 Greklands inrikesminister för PASOK.
Skouris tog sin examen vid Freie Universität Berlin 1970 och doktorerade 1973 vid Hamburgs universitet.